# Chabreloche
Chabreloche – miejscowość i gmina we Francji, w regionie Owernia-Rodan-Alpy, w departamencie Puy-de-Dôme.
Według danych na rok 1990 gminę zamieszkiwało 1381 osób, a gęstość zaludnienia wynosiła 144 osoby/km² (wśród 1310 gmin Owernii Chabreloche plasuje się na 155. miejscu pod względem liczby ludności, natomiast pod względem powierzchni na miejscu 824.).